# New Wilmington
New Wilmington es un borough ubicado en el condado de Lawrence en el estado estadounidense de Pensilvania. En el año 2000 tenía una población de 2,452 habitantes y una densidad poblacional de 893 personas por km².

## Geografía
New Wilmington se encuentra ubicado en las coordenadas 41°7′15″N 80°19′58″O / 41.12083, -80.33278.

## Demografía
Según la Oficina del Censo en 2000 los ingresos medios por hogar en la localidad eran de $36,734 y los ingresos medios por familia eran $56,736. Los hombres tenían unos ingresos medios de $36,250 frente a los $26,125 para las mujeres. La renta per cápita para la localidad era de $12,749. Alrededor del 15.6% de la población estaba por debajo del umbral de pobreza.